# Carex exilis
Carex exilis är en halvgräsart som beskrevs av Chester Dewey. Carex exilis ingår i släktet starrar, och familjen halvgräs. Inga underarter finns listade i Catalogue of Life.